# Metroperiella
Metroperiella is een mosdiertjesgeslacht uit de familie van de Bitectiporidae en de orde Cheilostomatida

## Soorten
- Metroperiella agassizi Winston & Woollacott, 2009
- Metroperiella anatina (Canu & Bassler, 1927)
- Metroperiella argentea (Hincks, 1884)
- Metroperiella armagillae (d'Hondt & Redier, 1977)
- Metroperiella atlantica (Canu & Bassler, 1928)
- Metroperiella biformis (Zhang & Liu, 1995)
- Metroperiella circumflexa Tilbrook, 2006
- Metroperiella cotoensis Dick, Ngai & Doan, 2020
- Metroperiella cribriformis (O'Donoghue & O'Donoghue, 1923)
- Metroperiella galeata (Busk, 1854)
- Metroperiella gay Reverter-Gil, Souto & Fernández-Pulpeiro, 2009
- Metroperiella hastingsae (Soule, Soule & Chaney, 1995)
- Metroperiella lacunata (Hayward & Hansen, 1999)
- Metroperiella lepralioides (Calvet, 1903)
- Metroperiella mesogeia Berning, Achilleos & Wisshak, 2019
- Metroperiella montferrandii (Audouin, 1826)
- Metroperiella obtusata (Ortmann, 1890)
- Metroperiella ovoidea Canu & Bassler, 1929
- Metroperiella parviavicularia (Rho & Seo, 1988)
- Metroperiella porellidesia Berning, Achilleos & Wisshak, 2019
- Metroperiella santabarbara (Soule, Soule & Chaney, 1995)
- Metroperiella spatulata (Okada & Mawatari, 1937)

Niet geaccepteerde soorten:
- Metroperiella acuta (Ortmann, 1890) → Metroperiella montferrandii (Audouin, 1826)
- Metroperiella pyriformis Harmer, 1957 → Calyptotheca pyriformis (Harmer, 1957)
- Metroperiella triangula (Hincks, 1881) → Calyptotheca triangula (Hincks, 1881)